# Maria Ana de Áustria, Rainha de Portugal
Maria Ana Josefa Antônia Regina de Habsburgo (Linz, 7 de setembro de 1683 – Lisboa, 14 de agosto de 1754) foi esposa do rei D. João V de Portugal e Rainha Consorte de Portugal de 1708 até 1750, além de Regente em duas ocasiões, a 1716 e 1742, durante inviabilidades do marido. Nascida uma arquiduquesa da Áustria, era filha do imperador Leopoldo I do Sacro Império Romano-Germânico e de sua terceira mulher, Leonor Madalena de Neuburgo.
A cidade de Mariana, Minas Gerais, no Brasil, foi nomeada a partir de D. Maria Ana.

## Biografia
Nascida em Linz, como uma arquiduquesa da Áustria, Maria Ana era filha do imperador Leopoldo I do Sacro Império Romano-Germânico e de sua terceira mulher, Leonor Madalena de Neuburgo.
A 27 de outubro de 1708, Maria Ana casou-se com o rei D. João V de Portugal afim de selar uma aliança entre Áustria e Portugal contra a França e Espanha durante a Guerra da Sucessão Espanhola. O embaixador encarregado de pedir a arquiduquesa, em casamento, foi o Conde de Vilar Maior, Fernando Teles da Silva, que se apresentou em Viena, na Áustria, numa embaixada riquíssima e sumptuosa, como nunca se havia visto naquela corte. A dia 9 de julho de 1708 celebrou-se o casamento na Catedral de Santo Estêvão, sendo procurador do rei D. João V o imperador José I, irmão da noiva, e o celebrante o Cardeal da Saxônia, a quem o embaixador presenteou com um dos seus coches puxado a seis cavalos. A nova rainha veio numa esquadra de onze naus para Lisboa, onde chegou a 26 de outubro, foi recebida com festas brilhantíssimas.
Dona Maria Ana foi uma rainha que empreendeu reformas na corte lusa e seus costumes. Classista, uma das grandes influenças empreendidas sob a corte lusa por parte de D. Maria Ana foi a segregação entre homens e mulheres, bem com entre servos e senhores. Como D. João V, a rainha também tinha um exuberante gosto, especialmente por festas; D. Maria Ana tendia a convidar toda a nobreza portuguesa para magníficos festivais, que duravam dias.
Descrita como muito devota, bonita e culta, foi regente de Portugal em duas ocasiões, a 1716, quando o rei realizou uma viagem para Alentejo, e a 1742, quando o rei adoeceu gravemente.
Dona Maria Ana faleceu no Palácio de Belém a 14 de agosto de 1754. Após sua morte, seu corpo foi sepultado no Panteão da Dinastia de Bragança, na Igreja de São Vicente de Fora, enquanto que seu coração foi levado à Áustria e sepultada na Cripta Imperial de Viena.

## Descendência
D. Maria Ana teve seis filhos do seu casamento com D. João V, dos quais três se sentaram nos tronos de Portugal e Espanha:
- D. Bárbara (1711-1758), Rainha da Espanha pelo seu casamento com o rei Fernando VI;
- D. Pedro, Príncipe do Brasil (1712-1714);
- D. José I, Rei de Portugal (1714-1777);
- D. Carlos, Infante de Portugal (1716-1736);
- D. Pedro III, Rei consorte de Portugal (1717-1786);
- D. Alexandre, Infante de Portugal (1723-1728).

## Galeria

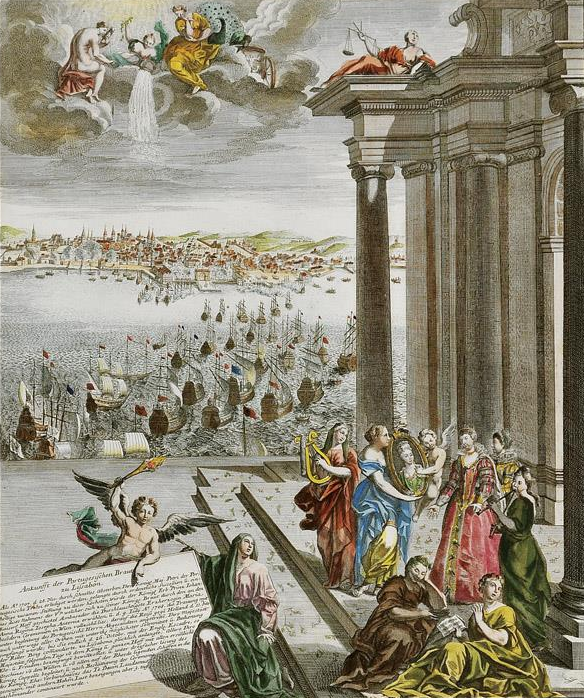
O desembarque de D. Maria Ana da Áustria em Lisboa
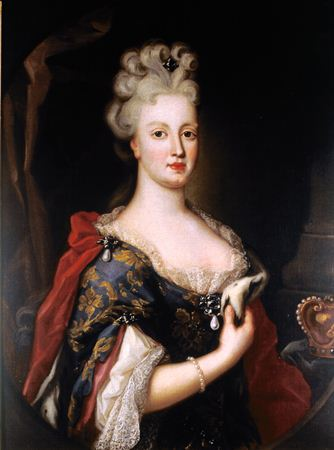
Retrato de D. Maria Ana por Pompeo Batoni, no Palácio Nacional da Ajuda
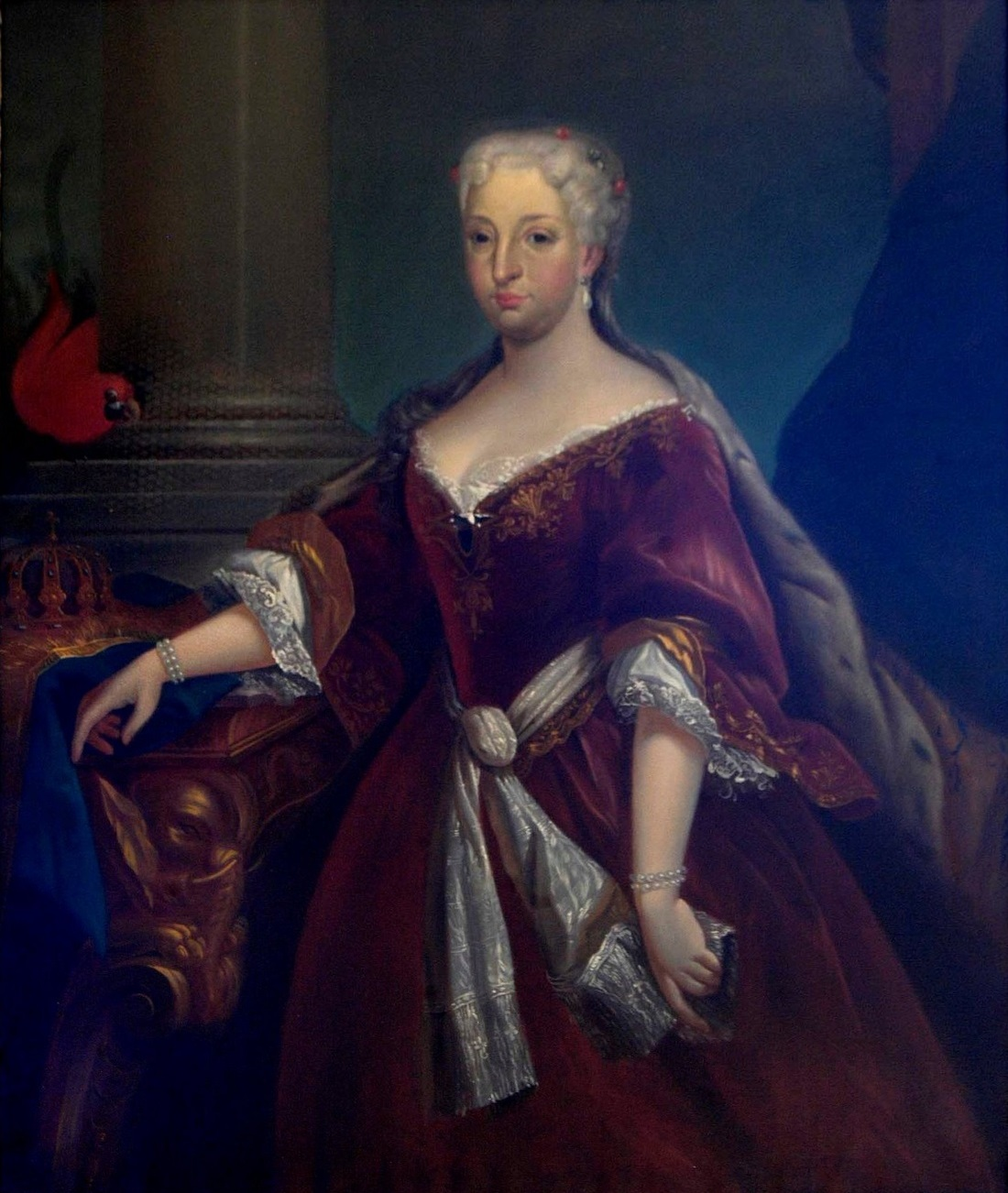
O retrato da Rainha que o Duque D. Duarte Pio deu ao municipio de Mariana no Brasil